# Czysta (dopływ Młynkowskiej)
Czysta, niewielka rzeka dorzecza Pilicy, długości ok. 12 km, lewy dopływ Młynkowskiej. Wypływa w lasach koneckich w okolicy wsi Kozia Wola i następnie kierując się na zachód przepływa między innymi przez miejscowości: Piła, Pomyków i Czerwony Most, po minięciu którego przyjmuje swój lewy dopływ, strugę o nazwie Żywiczka. W dalszym biegu opływa od wschodu miasto Końskie, a w okolicach wsi Kornica, uchodzi do Młynkowskiej Rzeki.

## Dopływy
- Żywiczka (L)